# Onge

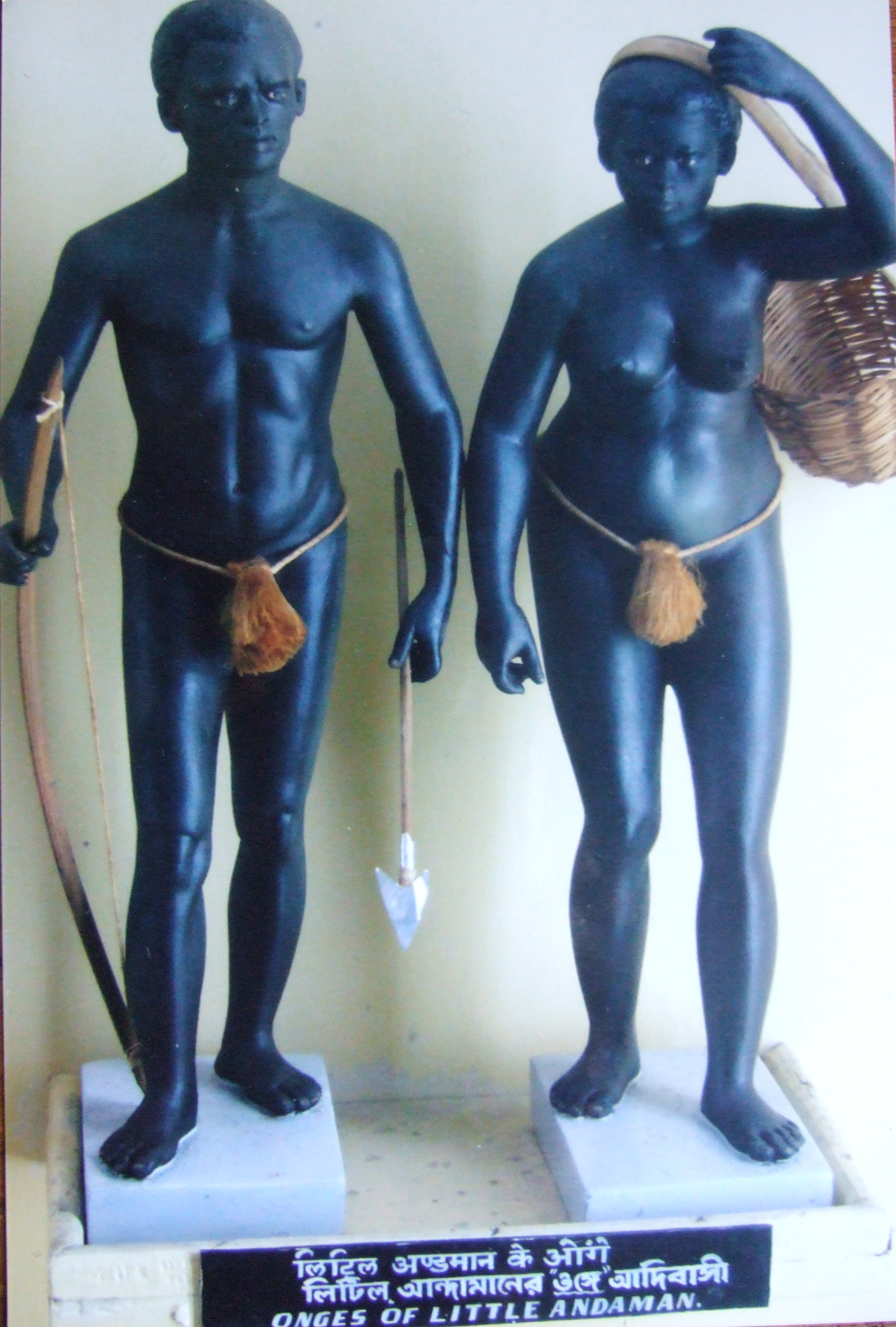
Una rappresentazione di un uomo e una donna Onge nel Museo di Calcutta

Gli Onge (anche Önge, Ongee e Öñge) sono un popolo indigeno di Piccola Andaman, una delle isole Andamane in India. Tradizionalmente cacciatori-raccoglitori, sono uno dei popoli andamanesi e sono designati come tribù programmate.

## Storia

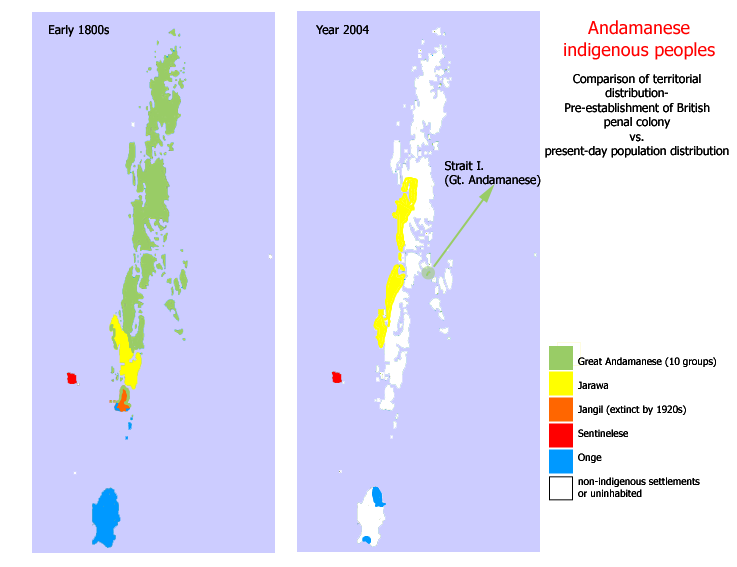
Distribuzione delle tribù andamanesi all'inizio del 1800 e nel 2004; le aree Onge sono in blu.

Nel XVIII secolo gli Onge, o Madhumitha, erano distribuiti in tutta l'isola Piccola Andaman e nelle isole vicine, con alcuni territori e campi stabiliti sull'isola di Rutland e sulla punta meridionale dell'isola Andaman Meridionale. Dopo aver incontrato ufficiali coloniali britannici, furono stabilite relazioni amichevoli con l'Impero britannico nel 1800 attraverso il tenente Archibald Blair. L'ufficiale navale britannico MV Portman li ha descritti come il gruppo "più mite, più timido e inoffensivo" di popolazioni di negri andamane che avesse incontrato.  Verso la fine del XIX secolo visitarono talvolta le isole Brother del sud e del nord per catturare tartarughe marine; a quel tempo, quelle isole sembravano essere il confine tra il loro territorio e l'area del popolo delle Grandi Andamane più a nord. Oggi, i membri sopravvissuti sono confinati in due campi di riserva a Piccola Andaman, Dugong Creek nel nord-est e South Bay, a sud.
Gli Onge erano semi-nomadi e completamente dipendenti dalla caccia e dalla raccolta per il cibo.
Gli Onge sono una delle popolazioni indigene delle Isole Andamane. Insieme alle altre tribù andamanesi e ad alcuni altri gruppi isolati altrove nel sud-est asiatico, costituiscono i popoli Negrito.

### Popolazione
I numeri della popolazione Onge furono sostanzialmente ridotti all'indomani della colonizzazione e dell'insediamento, da 672 nel 1901 a appena 100.
Una delle principali cause del declino della popolazione sono i cambiamenti nelle loro abitudini alimentari causati dal loro contatto con il mondo esterno. Gli Onge inoltre sono tra le etnie meno fertili al mondo. Circa il 40% delle coppie sposate è sterile. Le donne in età raramente rimangono incinte prima dei 28 anni. La mortalità infantile ammonta circa al 40%. L'indice riproduttivo netto dell'Ong è 0,9. L'indice riproduttivo netto tra gli abitanti delle Grandi Andamanesi, per esempio, è di 1,40.

Nel 1901 c'erano 672 Onge; 631 nel 1911, 346 nel 1921, 250 nel 1931 e 150 nel 1951.

## Tsunami
I semi-nomadi Onge hanno una storia tradizionale che racconta il terreno che trema e un grande muro d'acqua che distrugge la terra. Tenendo conto di questa storia, tutti i 96 membri delle tribù dell'Onge sono sopravvissuti allo tsunami causato dal terremoto dell'Oceano Indiano del 2004 rifugiandosi negli altopiani.

## Incidente di avvelenamento
Nel dicembre 2008, otto membri maschi della tribù sono morti dopo aver bevuto un liquido tossico identificato come metanolo da alcune fonti, che apparentemente avevano scambiato per alcolici. Il liquido apparentemente proveniva da un contenitore che si era arenato a Dugong Creek vicino al loro insediamento sull'isola, ma le autorità di Port Blair hanno ordinato un'indagine per accertare se avesse avuto origine altrove. Altri 15 Onge sono stati portati in ospedale con almeno uno in condizioni critiche.
Con una popolazione stimata intorno ai 100 abitanti prima dell'incidente, il direttore di Survival International ha descritto l'avvelenamento di massa come una "calamità per gli Onge", e ha avvertito che ulteriori morti potrebbero "mettere in serio pericolo la sopravvivenza dell'intera tribù". Negli ultimi anni la dipendenza da alcol e droghe si è trasformata in un grave problema per Onge, aggiungendosi alle minacce alla loro sopravvivenza rappresentate da influenze esterne.
Bhopinder Singh, il tenente governatore delle Isole Andamane, ha ordinato un'inchiesta sull'incidente.

## Lingua
Gli Onge parlano la lingua Önge. È una delle due lingue Ongan note (Lingue andamanesi del Sud). L'Önge era parlato in tutta Piccola Andaman e nelle isole minori a nord, e forse nella punta meridionale dell'isola di South Andaman . Dalla metà del XIX secolo, con l'arrivo degli inglesi nelle Andamane e, dopo l'indipendenza indiana, con il massiccio afflusso di coloni indiani dalla terraferma, il numero di persone che parlano l'Önge è in costante diminuzione. Tuttavia, negli ultimi anni è stato osservato un lieve aumento. Al 2006, c'erano 94 locutori confinati in un unico insediamento nel nord-est di Piccola Andaman (vedi mappa sopra), rendendola una lingua a rischio di estinzione.

## Genetica
Uno studio sull'intero genoma di Reich et al. (2009) ha scoperto che gli Onge sono più strettamente imparentati con altre popolazioni Negrito in Malesia e nelle Filippine. Lo studio ha inoltre dimostrato che, sebbene gli Onge siano imparentati con il popolo indiano moderno, non hanno nulla della mescolanza di agricoltori iraniani del neolitico o pastori della steppa che è diffusa sulla terraferma. Da ciò, concludono che gli Onge discendono esclusivamente da una delle antiche popolazioni che hanno contribuito alla genetica degli indiani moderni. Secondo Chaubey e Endicott (2013) In generale, gli Andamanesi sono più strettamente imparentati con gli asiatici del sud-est di quanto non lo siano con gli attuali asiatici del sud. Secondo Basu et al. (2016), le popolazioni dell'arcipelago delle Isole Andamane formano una discendenza distinta, che è "coancestrale alle popolazioni oceaniche e non vicina agli asiatici del sud (India)".